# 漏电保护器

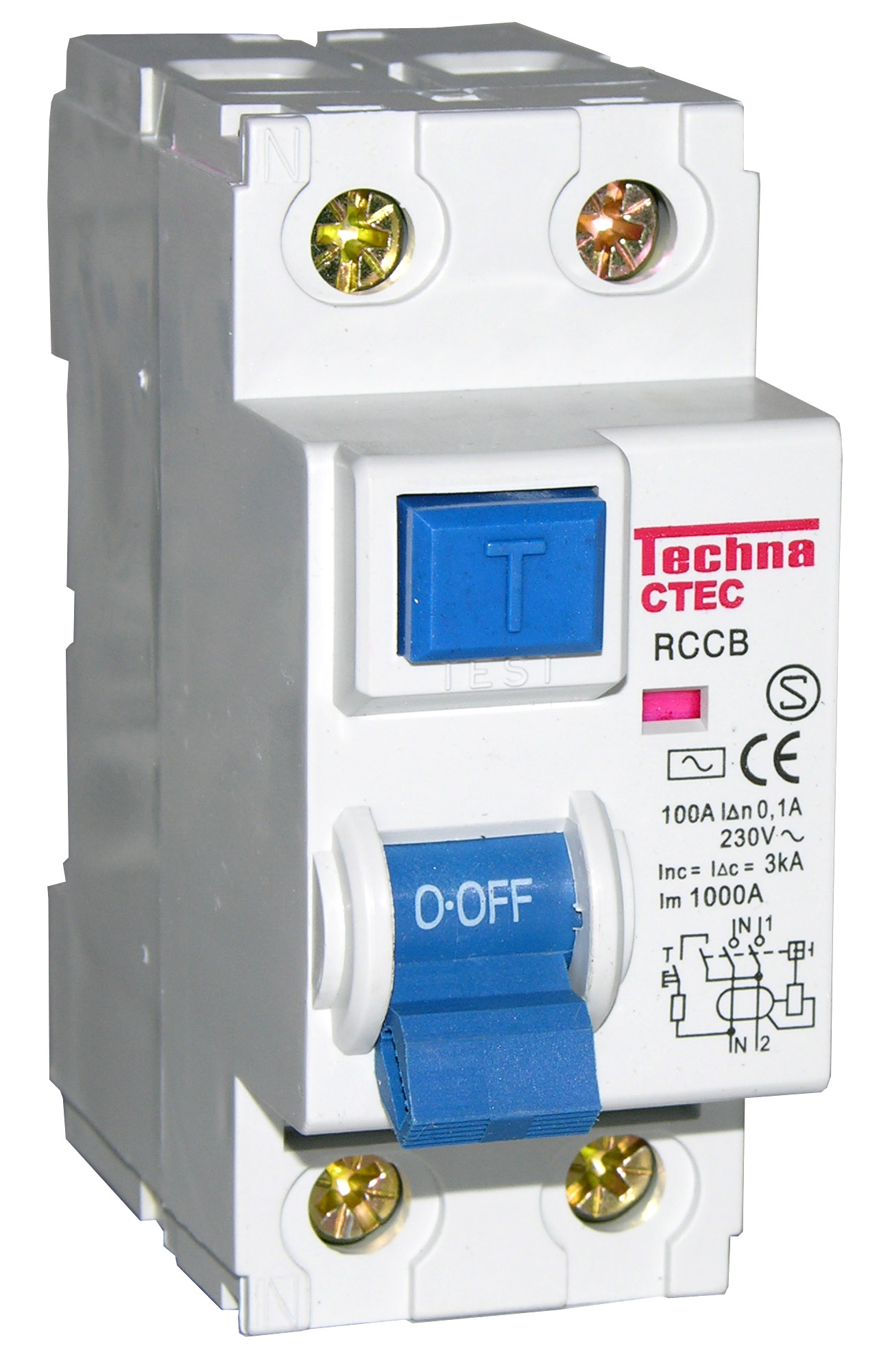
100A漏電斷路器(RCCB)，脫扣電流為100mA

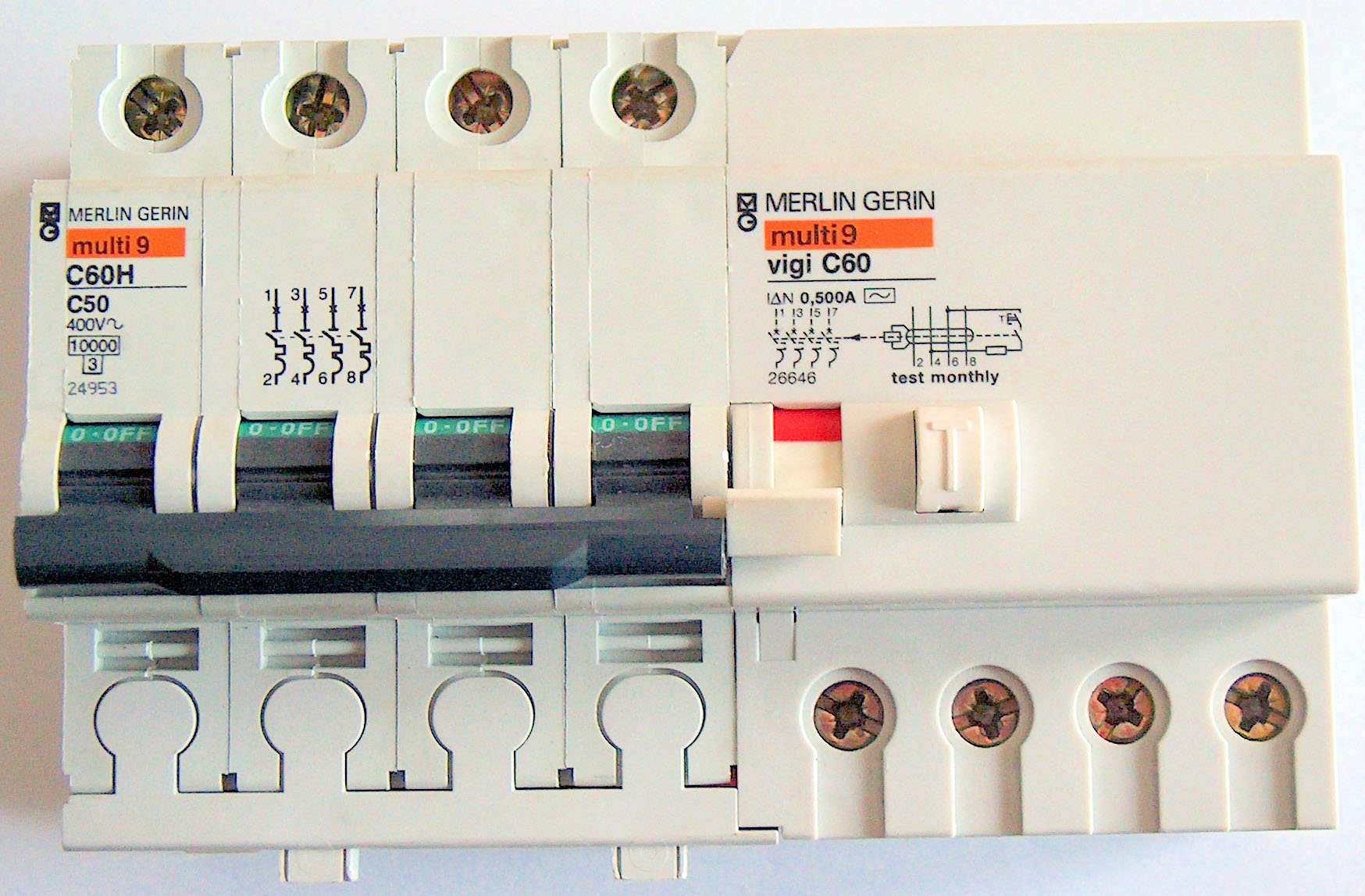
附帶60A剩余电流动作保护器的50A微型斷路器

3相RCD動畫的原理圖

IEC 60479-1 所定義的觸電I-T曲線

漏电保护器（Residual Current Device，縮寫RCD，北美称GFCI（Ground Fault Circuit Interrupter）），是一种应用于家庭住所，以保护用户免受漏电、电击的危害的实用性电氣产品。
因为其强大的保护功能，已被部分欧美国家强制推行安装。以北美为例，每个家庭用户必须安装5个GFCI插座，分别是浴室、厨房等湿度大、用电器比较集中，而且容易发生漏电事故的地方。

## 種類
剩餘電流動作斷路器
剩餘電流動作斷路器（Residual Current Circuit Breaker, RCCB）是具有漏電保護功能的斷路器。RCCB通常在分巴配電箱中使用，它的下遊可以接駁多個微型斷路器。相比安裝多個RCBO，採用分巴設計的成本較低。但RCCB脫扣時，所有下遊線路均會失去電力供應。
帶過電流保護的剩餘電流動作斷路器
帶過電流保護的剩餘電流動作斷路器（Residual Current Breaker with Overload, RCBO)是結合了漏電和過電流保護的一體式裝置，可以節省空間。

## 功能简介
每个保护插座表面都安装有：测试以及重置键，用以检测线路电流安全。同时具备寿命自检测功能，在寿命终止时能自我报警：一般以表面指示灯提醒。
- 脱扣电流：標準值10, 30, 100, 300, 500mA
- 脱扣时间：25毫秒
- 抗浪涌性：最高能抵抗瞬时20,000V高压10,000A电流

由于苛刻的技术要求，目前掌握此项生产技术的在全球范围内仅有少数几个生产厂商，其中绝大部分在中国大陆地区。
與微型斷路器的過載保護不同，漏電斷路器會在額定值的0.5倍至1倍之間脱扣。家用插座通常採用30mA漏電斷路器，實際脱扣电流為15mA至30mA，而其他較大的額定值只可用於上游的斷路器。

### 類型
AC型RCD只適用於50或60Hz的交流電系統。F代表頻率（Frequency），F型RCD可檢測10至1000Hz的剩餘電流。
- AC型：只能檢測正弦波剩餘電流
- A型：具有AC型功能 + 檢測帶直流電的脈動電流
- F型：具有A型功能 + 檢測高頻電流
- B型：具有F型功能 + 檢測直流電

### 測試按鈕
漏電保護裝置會有一個測試按鈕。這其實是一個旁通電阻，讓電流繞過正常的路徑離開，模擬發生漏電的情況。如果漏電保護裝置運作正常，它便會脫扣。

## 適用場所
- 一般家用：吹風機、洗衣機、飲水機、冰箱、電磁爐、熱水器、電鍋、烘乾機、抽油煙機、除濕機、乾濕兩用吸塵器、咖啡機、排風扇等家電類產品皆適用。
- 營業用設備：自動販賣機、噴水洗車機、霜淇淋機、冷凍冰櫃、蒸氣SPA機等。
- 其它工事設備：抽水馬達、各類手持電動工具等皆可用。

## 另請參見
- 家用交流電源插頭與插座

## 外部連結
- GFCIs Fact Sheet (Consumer Product Safety Commission)
- Test of RCCB as per IEC 61008/61009 (Residual Current Device Testing)